# Uta Pippig
Uta Pippig (Leipzig, 7 de setembro de 1965) é ex-uma fundista alemã naturalizada norte-americana, vencedora de várias competições internacionais e representante de seu país em dois Jogos Olímpicos.
Filha de dois médicos, ela começou a correr aos 13 anos enquanto vivia na Alemanha Oriental, onde nasceu. Cursou medicina na Universidade Humboldt de Berlim mas após os exames finais resolveu se dedicar exclusivamente ao atletismo profissional. Depois de disputar a maratona do Campeonato Mundial de Atletismo de 1987 em Roma pela Alemanha Oriental sem conseguir boa colocação (14ª), ela deixou a Alemanha em 1990 após a reunificação do país e começou uma carreira de sucesso no Ocidente, que a transformou numa das maiores atletas do mundo por uma década. Foi nesse mesmo ano em que ganhou seu primeiro torneio internacional, o Eurocross, um campeonato de cross-country, em Luxemburgo.
Pippig venceu três vezes a Maratona de Boston (1994-95-96), três vezes a Maratona de Berlim (1990-92-95), a Maratona de Nova York (1993) e representou a Alemanha em Barcelona 1992 e Atlanta 1996. Também corredora de pista de menor sucesso, ele tem como melhores  marcas 15:04 (5000 m), 31:21 (10000 m), 1:07.58 (meia-maratona) e 2:21.45 (maratona).
Em 2004 ela obteve cidadania norte-americana e fundou o portal Take the Magic Step dedicado a fornecer informações sobre saúde e dar apoio de caridade para os indivíduos e organizações que promovem o bem-estar e educação.
Em 1998, um teste antidopagem realizado fora de competições descobriu que ela tinha um elevado ratio de testosterona e epitestosterona no organismo e a Federação Alemã de Atletismo tentou suspendê-la por dois anos. Pippig argumentou que seu nível de testosterona era compatível e que o ratio de epitestosterona acima do normal se devia a uma longa batalha travada contra uma doença intestinal crônica — ela ficou famosa por vencer a Maratona de Boston de 1996 sofrendo de diarreia e em plena menstruação — e outros fatores. Sua defesa foi apoiada por vários médicos independentes e a corte alemã de arbitragem rejeitou o caso.